# Strzępiak drobnowłóknisty

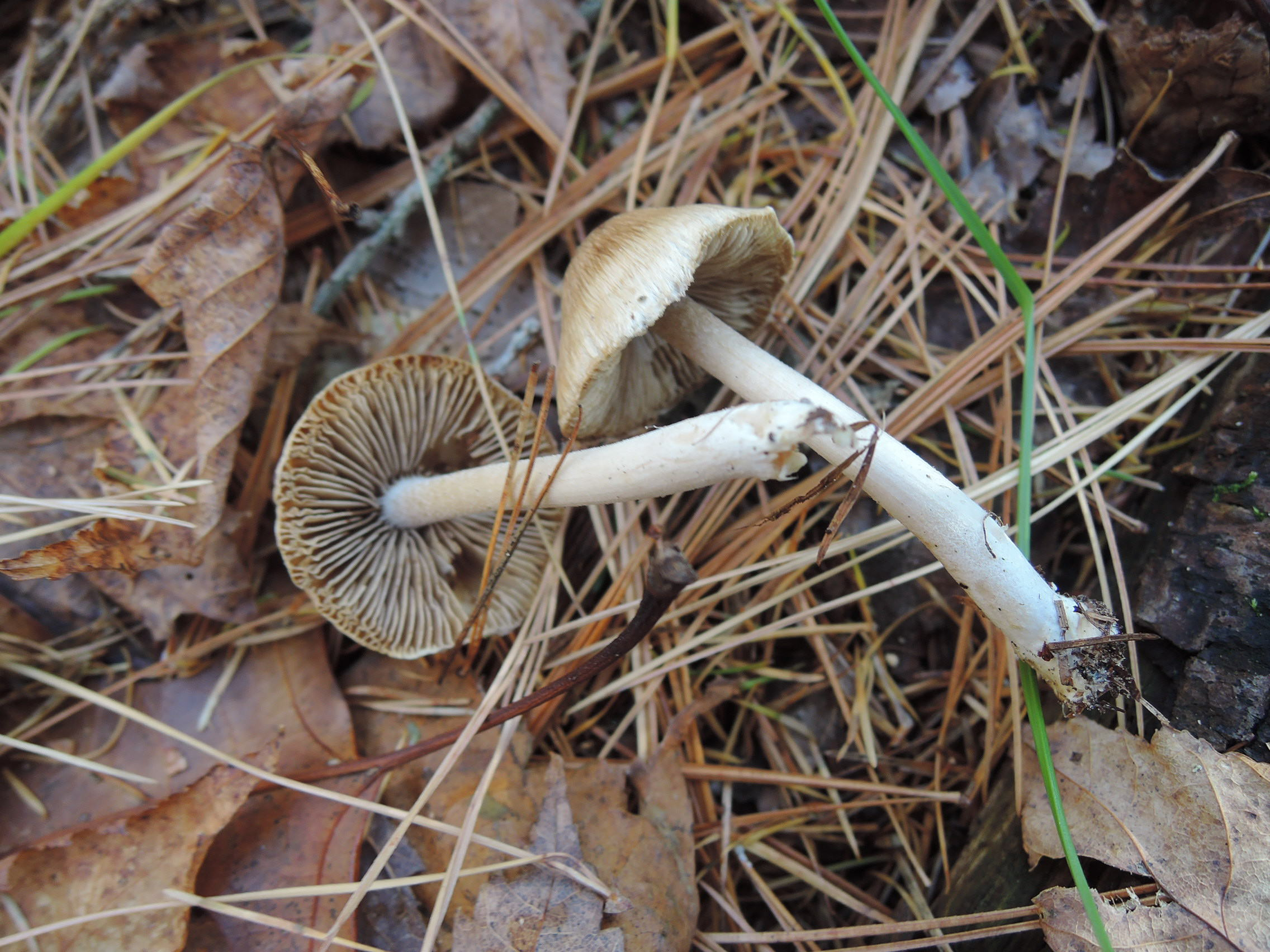

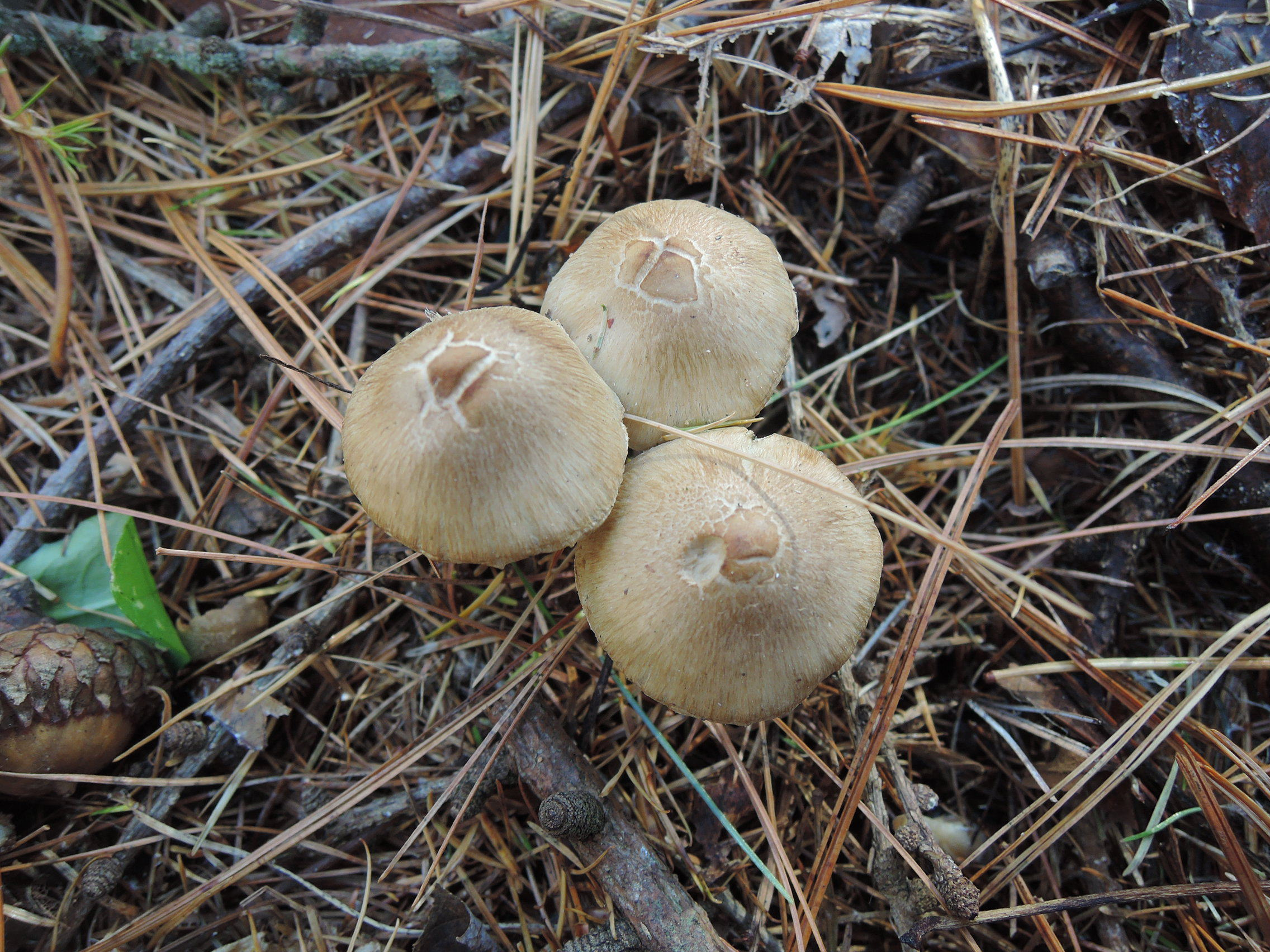

Strzępiak drobnowłóknisty (Inocybe sindonia (Fr.) P. Karst.) – gatunek grzybów należący do rodziny strzępiakowatych (Inocybaceae).

## Systematyka i nazewnictwo
Pozycja w klasyfikacji według Index Fungorum: Inocybe, Inocybaceae, Agaricales, Agaricomycetidae, Agaricomycetes, Agaricomycotina, Basidiomycota, Fungi.
Po raz pierwszy zdiagnozował go w 1821 r. Elias Fries nadając mu nazwę Agaricus sidonius. Obecną, uznaną przez Index Fungorum nazwę nadał mu Petter Karsten w 1879 r.
Synonimy:
- Agaricus muticus Fr. 1863
- Agaricus sindonius Fr. 1838
- Inocybe commutabilis Furrer-Ziogas 1952
- Inocybe eutheles var. commutabilis (Furrer-Ziogas) Reumaux 1984
- Inocybe eutheles var. kuehneri (Stangl & J. Veselský) Reumaux 1984
- Inocybe kuehneri Stangl & J. Veselský 1974
- Inocybe mutica (Fr.) Sacc. 1887
- Inocybe sindonia var. robusta E. Ludw. 2017

Nazwę polską zaproponował Władysław Wojewoda w 2003 r. Stanisław Domański używał nazwy strzępiak płótniankowy, a Andrzej Nespiak w monografii polskich strzępiaków opisał go pod nazwą strzępiak Kühnera.

## Morfologia
Kapelusz
Średnica 3–5,5 cm, początkowo dzwonkowato wypukły, potem wypukły bez garbka, lub z tępym garbkiem. Brzeg cienki, nieco podgięty, w młodych owocnikach z dobrze widocznymi włókienkami zasnówki. Powierzchnia jedwabisto-włókienkowata, tylko na środku mogą być drobne i przylegające kosmki, które z czasem tworzą łuseczki.
Blaszki
Nieco zatokowato wycięte lub przyrośnięte, cienkie. Początkowo białawe, potem szarobrązowe. Ostrza biało orzęsione.
Trzon
Wysokość 3–8 cm, grubość 0,3–0,7 cm, walcowaty, przy podstawie nieco poszerzony. Czasami występuje słabo wyodrębniająca się bulwka. Powierzchnia biała z lekkim ochrowym odcieniem, lub różowawa. Pokrywające go kaulocystydy powodują, że wygląda jak oszroniony.
Miąższ
Biały, na szczycie trzonu jasnokremowy, różowawy lub bladopomarańczowy. Smak łagodny i nieco kwaskowaty, zapach mączysty (zwłaszcza w przyschniętych owocnikach).
Cechy mikroskopowe
Zarodniki jajowato-migdałkowate z dzióbkiem, 7,5–11 × 8–15 µm. Podstawki 25–30 × 6,8–8,5 µm. Metuloidy prawie tej samej grubości, wydłużone lub nieco wrzecionowate, 40–80 × 10–20 µm, z kryształkami na szczycie. Ich ściana pod działaniem KOH nieco żółknie. Kaulocystydy cienkościenne, o wymiarach 60–85 × 8–15 µm, z kryształkami, lub bez. Występują na całej długości trzonu.

## Występowanie i siedlisko
Znane jest występowanie strzępiaka drobnowłóknistego w Ameryce Północnej, Europie i na Nowej Zelandii. W piśmiennictwie naukowym na terenie Polski do 2003 r. podano trzy stanowiska. Więcej stanowisk i bardziej aktualnych podaje internetowy atlas grzybów. Zaliczony w nim jest do gatunków rzadkich i wymagających ochrony.
Grzyb mikoryzowy. Rośnie na ziemi w lasach iglastych i liściastych. Spotykany pod brzozami i sosnami.